# Yves Delaporte
 (décembre 2016).
Si vous disposez d'ouvrages ou d'articles de référence ou si vous connaissez des sites web de qualité traitant du thème abordé ici, merci de compléter l'article en donnant les références utiles à sa vérifiabilité et en les liant à la section « Notes et références ».
Pour les articles homonymes, voir Delaporte.
Yves Delaporte, est un ethnologue français né le 13 décembre 1944 à Villemomble (Seine). Il est directeur de recherche honoraire au CNRS.

## Biographie
Ses travaux ont porté sur les Lapons, sur l'anthropologie du vêtement, puis sur les sourds et les langues des signes. Son livre Les sourds, c'est comme ça constitue la première description ethnographique du monde des sourds. En recueillant le récit qu'un menuisier bressan lui a livré en langue des signes, il a fait entrer les sourds-muets dans la prestigieuse collection "Terre Humaine". Avec beaucoup d'autres, il revendique le droit des enfants sourds à un enseignement dans leur langue et se montre très hostile aux implants cochléaires. Ses travaux étymologiques ont ouvert un nouveau champ scientifique : l'étude des lexiques des langues signées et de leur histoire. Avec Armand Pelletier, il a fondé à Louhans (Saône-et-Loire) le musée d'Histoire et de Culture des Sourds. 
Yves Delaporte est docteur d’État en ethnologie.

## Ethnologue chez les sourds
En septembre 1992, Delaporte découvert des sourds à la télévision, dans l'émission La Marche du siècle qui est dirigée par Jean-Marie Cavada. L'émission présente à ce moment-là le sujet : Le Peuple des sourds.
Le lendemain de la diffusion, il se rend dans une bibliothèque et après quelques recherches retrouve des scientifiques étudiant la culture des sourds : Bernard Mottez pour la sociologie, Christian Cuxac pour la linguistique, Danielle Bouvet pour la pédagogie. Mais il ne trouve rien concernant l'ethnologie et entreprend d'explorer ce domaine.

## Ouvrages
- 2021 : Signes de Nogent-le-Rotrou. Le dialecte des Sourds à l'Institution de l'Immaculée Conception (avec Jeannine Kootstra). Éditions du Fox.
- 2020 : Signes de Clermont-Ferrand. Le dialecte des Sourds de l'Institution des Gravouses (avec Nicole Périot). Éditions du Fox.
- 2015 : L'école des sourds : encyclopédie historique des institutions françaises, Les Essarts-le-Roi, Éditions du Fox, 2016, 441 p. (ISBN 978-2-918749-40-0)
- 2015 : A historical and etymological dictionary of American Sign Language (avec Emily Shaw). Washington, Gallaudet University Press.
- 2012 : Signes de Pont-de-Beauvoisin (1908-1960). Le dialecte du quartier des filles de l'Institution des sourds-muets et sourdes-muettes de Chambéry (avec Yvette Pelletier). Éditions Lambert-Lucas, collection "Archives de la langue des signes française".
- 2009 : Les mains dans les étoiles. Dictionnaire encyclopédique d'astronomie pour la langue des signes française (avec Dominique Proust, dir., Daniel Abbou, Nasro Chab, Blondine Proust. Éditions Burillier.
- 2007 : Dictionnaire étymologique et historique de la langue des signes française. Origine et évolution de 1200 signes. Éditions du Fox.
- 2006 : Gros signes (avec Joël Chalude) Éditions du Fox. Ouvrage lauréat du concours Autonomic'Art.
- 2004 : Le vêtement lapon. Formes, fonctions, évolution. Éditions Peeters, collection "Arctique".
- 2004 : Le regard de l'éleveur de rennes. Essai d'anthropologie cognitive. Éditions Peeters, collection "Arctique".
- 2002 : Les sourds, c'est comme ça : Ethnologie de la surdimutité, Éditions de la Maison des sciences de l'homme, coll. « Ethnologie de la France », 2002, 398 p. (ISBN 978-2-7351-0935-7, lire en ligne).
- 2002 : Yves Delaporte (avec Armand Pelletier), Moi, Armand, né sourd et muet. Éditions Plon, collection "Terre Humaine". Réédition Pocket, 2006.
- 1997 : Gestes des moines, regard des sourds avec Aude de Saint-Loup et Marc Renard, Éditions du Fox, 1997. 110 p. Publié en numérique sous le titre de Dieu, du pain et des signes avec Aude de Saint-Loup et Marc Renard, Éditions du Fox.